# ركود تضخمي
الرُّكود التضخُّميّ هي حالة نمو اقتصادي ضعيف وبطالة عالية، أي ركود اقتصادي، يرافقه تضخم. تحدث هذه الحالة عندما لا يكون هناك نمو في الاقتصاد ولكن يكون هناك ارتفاع في الأسعار، وتعتبر حالة غير مرغوب فيها.
ظهر مصطلح الركود التضخمي (والذي يعبر عن حالة الركود والتضخم) لأول مرة خلال فترة التضخم والبطالة في المملكة المتحدة. شهدت المملكة المتحدة حالة التضخم في الستينيات والسبعينيات. إذ ارتفع معدل التضخم في الستينيات والسبعينيات وفشل صناع السياسة في المملكة المتحدة في الاعتراف بالدور الأساسي للسياسة النقدية في السيطرة على التضخم. وحاولوا بدلًا من ذلك استخدام السياسات والأجهزة غير النقدية للاستجابة للأزمة الاقتصادية. وقد أجرى صناع السياسات تقديرات غير دقيقة لدرجة الطلب في الاقتصاد، ما ساهم في ارتفاع التضخم في المملكة المتحدة بشكل كبير خلال فترة الستينيات والسبعينيات.
لم يقتصر الركود التضخمي على المملكة المتحدة. أظهر علماء الاقتصاد أنَّ الركود التضخمي كان منتشرًا بين سبعة نظم اقتصادية رئيسية من عام 1973 وحتى 1982. تحول تركيز علماء الاقتصاد بعد أن بدأت معدلات التضخم في الانخفاض عام 1982 من أسباب الركود التضخمي إلى نمو الإنتاجية وتأثير الأجور الحقيقية على الطلب على العمالة.

## الأسباب
قدم علماء الاقتصاد تفسيرين رئيسيين لسبب حدوث تضخم الركود.
أولاً: يمكن أن ينتج تضخم الركود عندما يواجه الاقتصاد صدمة العرض، مثل الزيادة السريعة في أسعار النفط. يرفع هذا الوضع الأسعار في نفس الوقت الذي يبطئ فيه النمو الاقتصادي ويجعل الإنتاج أكثر تكلفة وأقل ربحية.
ثانيًا: يمكن للحكومة أن تتسبب في حدوث ركود تضخمي اقتصادي إذا ما سلكت سياسات تضر بالصناعة بينما تزيد المعروض النقدي بسرعة كبيرة. ربما يجب أن يحدث هذان الشيئان في وقت واحد لأن السياسات التي تبطئ النمو الاقتصادي لا تسبب عادة التضخم، والسياسات التي تسبب التضخم لا تؤدي عادة إلى إبطاء النمو الاقتصادي.[بحاجة لمصدر]
شكر كلا التفسيرين في تحليلات الركود التضخمي خلال السبعينيات في الغرب. والذي بدأ بارتفاع هائل في أسعار النفط، واستمر بعد ذلك حيث استخدمت البنوك المركزية سياسة نقدية محفزة بشكل مفرط لمواجهة الركود الناتج، ما تسبب في ارتفاع الأسعار والأجور.

## وجهات نظر النظرية الكينزية والنقدية فترة ما بعد الحرب

### بداية الكينزية والنظام النقدي
تجاهل العديد من علماء الاقتصاد الكينزيين حتى الستينيات إمكانية حدوث الركود التضخمي، لأن التجربة التاريخية أشارت إلى أنَّ ارتفاع معدل البطالة كان مرتبطًا عادةً بتضخم منخفض، والعكس صحيح (تسمى هذه العلاقة منحنى فيليبس). كانت الفكرة أنَّ ارتفاع الطلب على السلع يرفع الأسعار ويشجع الشركات على توظيف المزيد من العمالة، وبالمثل فإنَّ ارتفاع العمالة يزيد من الطلب. ومع ذلك أصبح من الواضح في السبعينيات والثمانينيات عندما حدث ركود تضخمي أنّ العلاقة بين التضخم ومستويات التوظيف لم تكن مستقرة بالضرورة: أي أنّ علاقة فيليبس يمكن أن تتغير. أصبح علماء الاقتصاد الكلي أكثر تشكيكًا في النظريات الكينزية، وأعاد رواد النظرية الكينزية النظر في أفكارهم بحثًا عن تفسير للركود التضخمي.
قُدم تفسير حول منحنى فيليبس في البداية من قبل عالم الاقتصاد النقدي ميلتون فريدمان، وكذلك من قبل إدموند فيلبس. قالا إنه عندما يتوقع العمال والشركات المزيد من التضخم، يصعد منحنى فيليبس (يعني حدوث المزيد من التضخم مقابل أي مستوى من البطالة). واقترحا أنه إذا استمر التضخم لعدة سنوات ستبدأ العمال والشركات في أخذه بعين الاعتبار أثناء مفاوضات الأجور، ما سيتسبب في ارتفاع أجور العمال وتكاليف الشركات بشكل أسرع، وبالتالي زيادة التضخم. في حين مثلت هذه الفكرة انتقادًا شديدًا للنظريات الكينزية الأولى، فقد قبلها معظم رواد النظرية الكينزية بالتدريج، ودُمجت مع النماذج الاقتصادية الكينزية الجديدة.

### الكينزية الجديدة
ميزت النظرية الكينزية الجديدة بين نوعين مختلفين من التضخم: سحب الطلب (الناجم عن تغيرات منحنى الطلب الكلي) ودفع التكلفة (بسبب تغيرات منحنى العرض الكلي). ومن هذا المنظور فإن تضخم الكساد ناتج عن تضخم دفع التكلفة. يحدث تضخم دفع التكلفة عندما ترفع الظروف من تكاليف الإنتاج. يمكن أن يحدث ذلك بسبب السياسات الحكومية (مثل الضرائب) أو بسبب عوامل خارجية بحتة مثل نقص الموارد الطبيعية أو الحرب.
ذكرت تحليلات النظريات الكينزية الجديدة أنه يمكن فهم الركود التضخمي من خلال تمييز العوامل التي تؤثر على الطلب الكلي عن العوامل التي تؤثر على العرض الكلي. يمكن استخدام السياسة النقدية والمالية لتحقيق الاستقرار في الاقتصاد في مواجهة تقلبات الطلب الإجمالية لكنها ليست مفيدة بشكل فعال في مواجهة تقلبات العرض الإجمالية. يمكن أن تؤدي صدمة العرض (مثل زيادة أسعار النفط) إلى حدوث ركود تضخمي.

### نظرية العرض

#### الأساسيات
تستند نظريات العرض إلى نموذج (دفع التكلفة) الكينزي الجديد، وتعزو الركود التضخمي إلى اضطرابات كبيرة في العرض في ميزان سوق العرض والطلب، مثل حالة وجود ندرة حقيقية أو نسبية مفاجئة للسلع الرئيسية أو الموارد الطبيعية أو رأس المال الطبيعي اللازم لإنتاج السلع والخدمات. قد تسبب عوامل أخرى أيضًا كالظروف الاجتماعية والسياسية مثل التغييرات في السياسة وأعمال الحرب والسيطرة الحكومية المقيدة على الإنتاج مشاكل في العرض. ويُعتقد أن يحدث الركود التضخمي عندما تكون هناك صدمة عرض عكسية (على سبيل المثال: زيادة مفاجئة في أسعار النفط أو فرض ضريبة جديدة) تتسبب في قفزة لاحقة في تكلفة السلع والخدمات (غالبًا على مستوى البيع بالجملة). من الناحية الفنية: يسبب ذلك انكماشًا أو تحولًا سلبيًا في منحنى العرض الكلي للاقتصاد.
ينتج الركود التضخمي في حالة ندرة الموارد عندما يُعرقَل النمو الاقتصادي بسبب تقييد عرض المواد الخام. أي عندما ينخفض العرض الفعلي أو النسبي للمواد الأساسية (الوقود الأحفوري والمعادن والأراضي الزراعية في مجال الإنتاج والأخشاب وما إلى ذلك)، أو في حال عدم القدرة على زيادته بالسرعة الكافية استجابةً للطلب المتزايد أو المستمر. قد يكون نقص الموارد نقصًا ماديًا حقيقيًا أو ندرة نسبية بسبب عوامل مثل الضرائب أو السياسة النقدية السيئة التي تؤثر على التكلفة أو توفر المواد الخام. ويتسق ذلك مع عوامل التضخم التي تزيد التكلفة في النظرية الكينزية الجديدة. الطريقة التي تجري بها تلك العمليات: يحاول الاقتصاد الحفاظ على زخمه بعد حدوث صدمة العرض. أي يبدأ المستهلكون والشركات في دفع أسعار أعلى للحفاظ على ثبات مستوى الطلب لديهم. قد يزيد البنك المركزي من تفاقم الحالة عن طريق زيادة المعروض النقدي من خلال خفض أسعار الفائدة في محاولة لمكافحة الركود. ويدعم العرض النقدي المتزايد الطلب على السلع والخدمات، على الرغم من أنَّ الطلب ينخفض عادة خلال فترة الركود.
يسبب ارتفاع الأسعار في النموذج الكينزي زيادة المعروض من السلع والخدمات. ولكن لا تستجيب الموارد خلال صدمة العرض (أي ندرة الموارد) كما تستجيب عادة لضغوط الأسعار هذه. لذا يقفز التضخم وينخفض الإنتاج، ما ينتج عنه الركود التضخمي.

#### شرح الركود التضخمي خلال السبعينيات
ارتفعت الأسعار بعد فرض ريتشارد نيكسون قيودًا على الأجور والأسعار في 15 أغسطس عام 1971 وكان ذلك بسبب موجة من صدمات دفع التكلفة في السلع. كانت الصدمة الرئيسية الثانية أزمة النفط عام 1973 عندما قيدت منظمة البلدان المصدرة للبترول (أوبك) المعروض العالمي من النفط. أدى كلا الحدثين مع النقص العام في الطاقة الذي ميز فترة السبعينيات إلى ندرة فعلية أو نسبية للمواد الخام. أدت ضوابط الأسعار إلى نقص كمية الشراء ما تسبب في تراكم طوابير المستهلكين في محطات الوقود وزيادة تكاليف الإنتاج الصناعي.